# 榊原良子
榊原 良子（さかきばら よしこ、1956年5月31日 - ）は、日本の女優、声優、ナレーターである。現在はフリー。東京都台東区千束出生、千葉県柏市出身。
代表作に『六神合体ゴッドマーズ』（フローレ）、『風の谷のナウシカ』（クシャナ）、『機動戦士Ζガンダム』（および『機動戦士ガンダムΖΖ』）（ハマーン・カーン）、『NNNニュースプラス1』『NNN Newsリアルタイム』（ナレーション）がある。

## 経歴

### 声優になるまで
1956年、東京都台東区千束にあった東京都立台東産院で誕生。
子供の頃は看護婦に憧れていたという。その頃、野山を駆け回ってドロだらけになり、素手で昆虫を掴むような野生児だったという。
小学5、6年生の時に、テレビで外国映画を見て、「英語が話せるようになりたいな」など漠然と思っていたという。
小学校の頃から太り始め、大橋巨泉という陰のあだ名で呼ばれており、そういう自分が嫌いだったという。その時に「芝居なら色々な人になれる」という思いがあったと語る。
父の家庭のしつけは厳格でテレビはNHK以外は『鉄腕アトム』しか見てはいけないと厳命されていたという。
小学、中学、高校と学生時代は一貫して、ハンドボール、バレーボール、バスケットボールなどの球技熱中していた、スポーツ・ウーマンだった。
14歳の時に映画『奇跡の人』を観て、俳優志望になった。小学生の頃から芝居に興味を持ち、中高時代の演劇部の経験を経て、大学では演劇科を専攻する。さまざまな劇団を受けていた時に、声優たちが新しい事務所を設立し、その立ち上げ公演の参加者の清水マリの夫であり恩師でもある人物から誘いを受けて参加。劇団がらくた工房の稽古場に遊びに行って、富田耕生に誘われて、『王様の耳はファンタジー』の春の雨役で出演。事務所社長や先輩からも声優業への誘いを受けた。
桐朋女子中学校・高等学校、桐朋学園大学短期大学部（現:桐朋学園芸術短期大学）芸術科演劇専攻卒業。

### キャリア
外国ドラマ『刑事デルベッキオ』の吹き替えで声優デビュー。1982年に『六神合体ゴッドマーズ』（フローレ役）で初レギュラー。
かつてはぷろだくしょんバオバブ、東京俳優生活協同組合（俳協）、コンビネーション（2017年11月1日まで）に所属していた。
2021年2月16日、第15回声優アワードにて高橋和枝賞を受賞。

## 人物・特色
豪胆な性格の指導者役で知られる。
本人は自身の職業を「ヴォイスアクター」と称している。役を演じるにあたり、細かく設定や背景、クセなどを踏まえて、繊細で人間味に溢れる演技をいつも志しているという。
これまで演じた役の中で一番印象的だった役として、映画『ロミオとジュリエット』のジュリエット役（吹き替え）を挙げている。これは1968年公開のイギリス映画で、映画史に残る名作映画のひとつであり、ジュリエットを演じた英女優オリヴィア・ハッセーの代表作として知られる。このオリビア・ハッセー扮するジュリエット役の日本語吹替を榊原が担当した。後に「学生時代にはぜんぜん出来なかった役をどうにかできたことが一番の思い出」と当時を振り返っている。またこの時の榊原が吹き替えた声と演技を音響監督の斯波重治が耳にしたことがきっかけとなり、自らが担当していた『うる星やつら オンリー・ユー』や『風の谷のナウシカ』へ起用した。その後、以降「強い女性」を演じる機会が増えていくきっかけになったとされる。
初めて劇場アニメの声を担当した『SPACE ADVENTURE コブラ』では、母とその作品を見に行った際に藤田（淑子）さんが一番上手かったわ！ あなたはまだまだダメねと言われたという。
ガンダムシリーズの主要キャラクターであるハマーン・カーン役は、当時は駆け出しだったにもかかわらず、総監督の富野由悠季が真横でひざまづいて手取り足取り指導やダメ出しをしたことが怖かったとのこと。また、劇中の「俗物」というセリフが大嫌いで、言うたびに罪の意識に苛まれたという。榊原は第二次世界大戦を体験した両親から戦争の悲惨な思いを聞いて痛感しており、ハマーン・カーンを演じる際も戦いを美化しない演技にするつもりだったが、ファンから「カッコよくてステキ」と好評を得て複雑なものがあったと述べている。
ニュース番組のナレーションも多くこなし、特にテレビ朝日系『ニュースステーション』では10年以上メインナレーターを担当。
2017年1月9日、テレビ朝日にて放映された『人気声優200人が本気で選んだ!声優総選挙!3時間SP』で第17位に選ばれる。
趣味は陶芸、料理、野菜作り。座右の銘は「良い行いし、悪いことをしないこと」、「ボロは着てても心は錦」。
父は国家公務員。趣味は、プランターを使った家庭菜園、習字、料理。

## 出演
太字はメインキャラクター。

### テレビアニメ
1980年
- ベルサイユのばら

1981年
- 新・ど根性ガエル（1981年 - 1982年）

1982年
- スペースコブラ（1982年 - 1983年、レディ）
- 六神合体ゴッドマーズ（フローレ）

1983年
- うる星やつら（1983年 - 1984年、お銀、美女、お玉 他）
- さすがの猿飛（疾風、冬子）
- 未来警察ウラシマン（ジョセフィーヌ・キャッツバーグ）
- キャッツ♥アイ（1983年 - 1985年、浅谷光子） - 2シリーズ

1984年
- ガラスの仮面
- ゴッドマジンガー（アイラ・ムー）
- 大自然の魔獣バギ（村の女）
- 超力ロボ ガラット（1984年 - 1985年、どすこい姉妹、マイケルの母、イクエー）
- 森のトントたち
- よろしくメカドック（麻美）

1985年
- 機動戦士Ζガンダム（1985年 - 1986年、マウアー・ファラオ、ハマーン・カーン）
- 小公女セーラ（ベッキーの母親）
- ダーティペア（フィル）

1986年
- 宇宙船サジタリウス（パラノア、ヘレン・トロヤンニ）
- 機動戦士ガンダムΖΖ（1986年 - 1987年、ハマーン・カーン）
- めぞん一刻（彩子）

1987年
- エスパー魔美（1987年 - 1989年、ママ〈佐倉菜穂子〉）
- きまぐれオレンジ☆ロード（まどかの母、歯医者）
- 新メイプルタウン物語 パームタウン編（ジェシカ）
- レディレディ!!（ブライトン夫人）

1988年
- シティーハンター2（立木さゆり）
- 小公子セディ（ハリス夫人）

1989年
- アイドル伝説えり子（朝霧良子）
- 機動警察パトレイバー（南雲しのぶ）
- 昆虫物語 みなしごハッチ（1989年 - 1990年、女王、ヨナクニサン）
- それいけ!アンパンマン（鉄火のマキちゃん〈初代〉）
- 魔法使いサリー（オーロラの魔女）

1990年
- アイドル天使ようこそようこ（松島啓子）
- 青いブリンク（渡し守）
- 私のあしながおじさん（パターソン夫人）

1991年
- 楽しいムーミン一家（エレーン）
- トラップ一家物語（ローラ）
- 満ちてくる時のむこうに（フローラの先輩）

1994年
- BLUE SEED（1994年 - 1995年、松平梓）

1995年
- ふしぎ遊戯（少華）
- 美少女戦士セーラームーン シリーズ（1995年 - 1997年、ネヘレニア） - 2シリーズ

1996年
- こどものおもちゃ（ミシェル・ハミルトン）
- 逮捕しちゃうぞ（1996年 - 2001年、木下かおる子） - 2シリーズ
- 天空のエスカフローネ（ヴァリエ・ファーネル）

1997年
- CLAMP学園探偵団（カサブランカ）
- みすて♡ないでデイジー（山川の母）

1998年
- プリンセスナイン 如月女子高野球部（氷室桂子）
- 魔法のステージファンシーララ（篠原真実子）
- 名探偵コナン（津久茂和美）

1999年
- 週刊ストーリーランド（母親）

2000年
- ギブリーズ（ゆかりさま）

2001年
- Z.O.E Dolores, i（レイチェル・リンクス）
- HELLSING（インテグラル・ファルブルケ・ウィンゲーツ・ヘルシング）

2002年
- 天地無用! GXP（柾木美砂樹）

2003年
- クロノクルセイド（ケイト・ヴァレンタイン）
- SPACE PIRATE CAPTAIN HERLOCK（月の女王）

2004年
- 攻殻機動隊 S.A.C. 2nd GIG（茅葺よう子）

2005年
- 機動新撰組 萌えよ剣 TV（おりょう）
- タイドライン・ブルー（アオイ）

2007年
- ケロロ軍曹（西澤桜華）

2009年
- 犬夜叉 完結編（殺生丸の母）
- キディ・ガーランド（アーニス）

2010年
- 学園黙示録 HIGHSCHOOL OF THE DEAD（高城百合子）
- COBRA THE ANIMATION（アーマロイド・レディ）

2011年
- X-MEN（佐々木結衣）
- 日常（ナレーション）

2012年
- 新世界より（朝比奈富子）
- 聖闘士星矢Ω（メディア）

2013年
- PSYCHO-PASS サイコパス（2013年 - 2019年、禾生壌宗、細呂木晴海） - 3シリーズ

2014年
- 悪魔のリドル（百合目一）
- 義風堂々!! 兼続と慶次（大陽院）
- ガイストクラッシャー（ムーンライト・ツクヨミ）

2015年
- 暁のヨナ（ギガン船長）
- 艦隊これくしょん -艦これ-（ナレーション、飛行場姫、中間棲姫）
- GANGSTA.（ジーナ・パウルクレイ）
- Go!プリンセスプリキュア（ディスピア）

2016年
- 少年メイド（鷹取一砂）
- 舟を編む（佐々木薫）

2017年
- “栄光なき天才たち”からの物語（ナレーション）
- ゼロから始める魔法の書（ソーレナ）

2018年
- ハクメイとミコチ（緑尾老）
- 邪神ちゃんドロップキック（TVナレーション）
- RErideD-刻越えのデリダ-（マレーネ）

2019年
- ACTORS -Songs Connection-（CEO）

2020年
- ソマリと森の神様（イゾルダ）
- アクダマドライブ（ボス）
- ふしぎ駄菓子屋 銭天堂（2020年 - 2025年、よどみ）

2021年
- ウマ娘 プリティーダービー Season 2（おばあさま）
- 半妖の夜叉姫（2021年 - 2022年、殺生丸の母） - 2シリーズ
- 死神坊ちゃんと黒メイド（2021年 - 2024年、ナレーション） - 3シリーズ

2023年
- 火狩りの王（2023年 - 2024年、語り） - 2シリーズ
- 魔王学院の不適合者 II 〜史上最強の魔王の始祖、転生して子孫たちの学校へ通う〜（大戦の樹木ミゲロノフ）
- 呪術廻戦 懐玉・玉折/渋谷事変（ナレーション）

2025年
- 妖怪学校の先生はじめました!（酒吞童子）
- 全修。（鳥監督）
- クラスの大嫌いな女子と結婚することになった。（北条麗子）
- ある魔女が死ぬまで（ファウスト）
- アポカリプスホテル（ムジナ）
- LAZARUS ラザロ（ミリー）

### 劇場アニメ
1982年
- SPACE ADVENTURE コブラ（レディ）

1983年
- うる星やつら オンリー・ユー（エル）

1984年
- 風の谷のナウシカ（クシャナ）

1986年
- GREY デジタル・ターゲット（羅阿羅）
- ザ・ヒューマノイド 哀の惑星レザリア（アントワネット）

1987年
- バツ&テリー（抜刀恵）

1988年
- エスパー魔美 〜星空のダンシングドール〜（ママ）
- 機動戦士ガンダム 逆襲のシャア（ナナイ・ミゲル）
- 機動戦士SDガンダム（ハマーン）
- めぞん一刻 完結篇（黒木小夜子）

1989年
- SD戦国伝 暴終空城の章（玖辺麗）
- 機動警察パトレイバー the Movie（南雲しのぶ）
- 機動戦士SDガンダム 嵐を呼ぶ学園祭（ハマーン）

1990年
- それいけ!アンパンマン ばいきんまんの逆襲（鉄火のまきちゃん）

1991年
- 月光のピアス ユメミと銀のバラ騎士団（冷泉寺貴緒）

1992年
- 機動戦士ガンダム0083 ジオンの残光（ハマーン・カーン）

1993年
- 機動警察パトレイバー 2 the Movie（南雲しのぶ）

1998年
- 機動戦士ガンダム 第08MS小隊 ミラーズ・リポート（トップ）
- 銀河鉄道999 エターナル・ファンタジー（ヘルマザリア）

1999年
- 逮捕しちゃうぞ the MOVIE（木下かおる子）
- デジモンアドベンチャー（太一の母）

2000年
- ギブリーズ（ゆかり）

2001年
- BLUE REMAINS（メイザミック）

2002年
- ミニパト（南雲しのぶ）

2004年
- イノセンス（ハラウェイ）

2005年
- 機動戦士ΖガンダムII A New Translation（2005年 - 2006年、ハマーン・カーン）
- 名探偵コナン 水平線上の陰謀（秋吉美波子）

2006年
- 立喰師列伝（榊原芳子）

2008年
- GHOST IN THE SHELL / 攻殻機動隊2.0（人形使い）
- スカイ・クロラ The Sky Crawlers（笹倉永久）

2009年
- 交響詩篇エウレカセブン ポケットが虹でいっぱい（老アネモネ）

2010年
- 昆虫物語 みつばちハッチ〜勇気のメロディ〜（スズメバチの女王、ポンチョのママ、ブランカのママ）

2012年
- 花の詩女 ゴティックメード（ナレーション）

2015年
- 劇場版 PSYCHO-PASS サイコパス（禾生壌宗）
- ハーモニー（オスカー・シュタウフェンベルク）
- 名探偵コナン 業火の向日葵（圭子・アンダーソン）

2019年
- PSYCHO-PASS サイコパス Sinners of the System Case.1 罪と罰（禾生壌宗）
- LAIDBACKERS-レイドバッカーズ-（ヴァルヴァラン）

2020年
- PSYCHO-PASS サイコパス 3 FIRST INSPECTOR（細呂木晴海、禾生壌宗）

2023年
- 劇場版 PSYCHO-PASS サイコパス PROVIDENCE（禾生壌宗）

### OVA
1983年
- ダロス（メリンダ・ハースト）

1985年
- くりいむレモン4 POP♡CHASER（リオ）
- エリア88（安田妙子）
- 軽井沢シンドローム（松沼薫）
- GREED（ミマウ・カルーテル）
- VAMPIRE HUNTER D（蛇女）

1986年
- ザ・ヒューマノイド 哀の惑星レザリア（アントワネット）
- トゥインクルハート 銀河系までとどかない（セシリアン）
- メガゾーン23 PARTII 秘密く・だ・さ・い（レイナ）

1987年
- 風と木の詩 SANCTUS -聖なるかな-（ロスマリネ）
- 超獣機神ダンクーガ GOD BLESS DANCOUGA（敷島麗美）
- バブルガムクライシス（シリア・スティングレイ）
- ブラックマジック M-66（シーベル）
- LILY-C.A.T.（ミス・キャロライン）

1988年
- エースをねらえ!2（竜崎麗香）
- 機動警察パトレイバーアーリーデイズ（南雲しのぶ）
- Crying フリーマン（バグナグ）

1989年
- エースをねらえ!ファイナルステージ（竜崎麗香）
- 機動警察パトレイバー 新シリーズ（南雲しのぶ）
- 機動戦士ガンダム0080 ポケットの中の戦争（先生）
- 銀河英雄伝説（フレデリカ・グリーンヒル）
- クラッシャージョウ 最終兵器アッシュ編（タニア）
- クレオパトラD.C.（謎の女）
- 沙羅曼蛇（ステファニィの母）

1990年
- アリーズ 神話の星座宮（ヘラ / 堤麻弥子）
- 暗黒神伝承 武神（小夜子）
- SDガンダム外伝III アルガス騎士団（キュベレイ、ハマーン）
- 機動警察パトレイバー（南雲しのぶ）
- 機動戦士SDガンダム MARK-III（ハマーン、玖辺麗）
- 機動戦士SDガンダム MARK-V（キュベレイ）
- CBキャラ 永井豪ワールド（1990年 - 1991年、シレーヌ）
- 電脳都市OEDO808（サラ）
- デビルマン 妖鳥死麗濡編（シレーヌ）
- ロードス島戦記（1990年 - 1991年、カーラ、レイリア）

1991年
- インフェリウス惑星戦史外伝 CONDITION GREEN（1992年 - 1993年、ポーラ・プレーリー）
- 機動戦士ガンダム0083 STARDUST MEMORY（ハマーン・カーン）
- きまぐれオレンジ☆ロード ルージュの伝言（鮎川まどかの母）
- 聖伝-RG VEDA-（迦楼羅王）
- 忍者龍剣伝（サラ）
- バブルガム・クラッシュ!（シリア・スティングレイ）

1992年
- スクランブル・ウォーズ 突走れ!ゲノムトロフィーラリー（シリア・スティングレイ）
- 天地無用! 魎皇鬼（美砂樹）

1993年
- 超時空世紀オーガス02（ミラン）
- 難波金融伝・ミナミの帝王（牧子）

1995年
- GOLDEN BOY さすらいのお勉強野郎（小暮の女）

1996年
- 機動戦士ガンダム 第08MS小隊（トップ）
- 特務戦隊シャインズマン（榊原京子）
- BLUE SEED2（松平梓）

1998年
- パワードール・プロジェクトα（デボラ・ヒューズ）

1999年
- 太陽の船 ソルビアンカ（フェブ）

2001年
- Z.O.E 2167 IDOLO（レイチェル・リンクス）

2003年
- 機動新撰組 萌えよ剣（おりょう）

2006年
- 攻殻機動隊 STAND ALONE COMPLEX Solid State Society（茅葺首相）
- HELLSING（2006年 - 2012年、インテグラル・ファルブルケ・ウィンゲーツ・ヘルシング） - 9作品

2008年
- COBRA THE ANIMATION（アーマロイド・レディ）

2009年
- DARKER THAN BLACK -黒の契約者-外伝（光）

2011年
- SUPERNATURAL: THE ANIMATION（美女〈アザゼル〉）

### Webアニメ
- Bonjour♪恋味パティスリー（2014年、皆川撫子[88]）
- T・Pぼん（2024年、敷島明子）

### ゲーム
1991年
- 電脳都市OEDO808 獣の属性（不破沙織）

1992年
- 夢幻戦士ヴァリス（ヴァリア）
- ロードス島戦記（カーラ）※PCエンジン版

1994年
- ロードス島戦記 英雄戦争（カーラ）

1995年
- 3×3EYES 〜吸精公主〜（婪妃）

1996年
- 月花霧幻譚〜TORICO〜（ハンナ）
- GOTHA II 天空の騎士（ヴォリス）
- 3×3EYES 〜吸精公主〜S（婪妃）
- ヒロイン・ドリーム（鈴無響子）

1997年
- SDガンダム GCENTURY（ハマーン・カーン、マウアー・ファラオ）
- 機動戦士Ζガンダム（マウアー・ファラオ、ハマーン・カーン）
- 銀河英雄伝説plus（フレデリカ・グリーンヒル）
- スーパーロボット大戦F（ハマーン・カーン）
- BSファイアーエムブレム アカネイア戦記編 第2話 赤い竜騎士（ミネルバ〈ドラゴンナイト〉）
- BSファイアーエムブレム アカネイア戦記編 第3話 正義の盗賊団（マリス〈傭兵〉）
- ベルデセルバ戦記（アハデ・カフィ）

1998年
- EVE The Lost One（工藤桂子）
- SDガンダム GGENERATION（1998年 - 2025年、クスコ・アル、ハマーン・カーン、マウアー・ファラオ〈第1作 - PORTABLE〉、ナナイ・ミゲル） - 14作品
- SDガンダム GCENTURY S（ハマーン・カーン、マウアー・ファラオ）
- 機動戦士ガンダム 逆襲のシャア（ナナイ・ミゲル）
- 機動戦士ガンダム ギレンの野望（クスコ・アル）
- サクラ大戦2 〜君、死にたもうことなかれ〜（カリーノ・ソレッタ）
- スーパーロボット大戦F完結編（ハマーン・カーン、マウアー・ファラオ）

1999年
- 北へ。〜White Illumination〜（椎名薫）
- 北へ。〜Photo Memories〜（椎名薫）
- キャプテン・ラヴ（永堀佳美）
- スーパーロボット大戦コンプリートボックス（ハマーン・カーン、マウアー・ファラオ、ナナイ・ミゲル）
- Dの食卓2（Lucy）

2000年
- 機動戦士ガンダム ギレンの野望 ジオンの系譜（ハマーン・カーン、マウアー・ファラオ、クスコ・アル）
- THE LOST ONE Last chapter of EVE（工藤桂子）
- スーパーロボット大戦α（ハマーン・カーン、マウアー・ファラオ）

2001年
- 機動戦士Ζガンダム タイピングゼータ（ハマーン・カーン、マウアー・ファラオ）
- コブラ 魂打（アーマロイド・レディ）
- スーパーロボット大戦α外伝（マウアー・ファラオ）

2002年
- アーマード・コア3（クレスト代表者）
- 機動新撰組 萌えよ剣（おりょう）
- 機動戦士ガンダム ギレンの野望 ジオン独立戦争記（ハマーン・カーン、クスコ・アル、トップ）
- 機動戦士ガンダム戦記 Lost War Chronicles（トップ）
- スーパーロボット大戦IMPACT（ハマーン・カーン、ナナイ・ミゲル）
- スペースチャンネル5 パート2（パイン、テキサス）
- テイルズ オブ デスティニー2（エルレイン）
- ロマンスは剣の輝きII 〜銀の虹を探して〜（レイカ）

2003年
- 機動戦士Ζガンダム エゥーゴvs.ティターンズ（ハマーン・カーン、マウアー・ファラオ）
- SUNRISE WORLD WAR Fromサンライズ英雄譚（ナナイ、マウアー、ハマーン）
- 第2次スーパーロボット大戦α（ハマーン・カーン、ナナイ・ミゲル）

2004年
- 機動戦士ガンダム ガンダムvs.Ζガンダム（ハマーン・カーン、マウアー・ファラオ）
- 機動戦士Ζガンダム エゥーゴvs.ティターンズDX（ハマーン・カーン、マウアー・ファラオ）
- マグナカルタ（ラドリンヌ・ミリア・オーウェン）

2005年
- コブラ・ザ・アーケード（レディ）
- ツキヨニサラバ（ボリス）
- テイルズ オブ ザ ワールド なりきりダンジョン3

2006年
- 機動戦士ガンダム クライマックスU.C.（ハマーン・カーン、ナナイ・ミゲル）
- 式神の城III（自由なる風の人）
- 天下人（淀殿）
- ファイナルファンタジーXII（ヴィエラの長：ヨーテ）

2007年
- ASH -ARCHAIC SEALED HEAT-（エースシン女王）
- ガンダムバトルクロニクル（ハマーン・カーン）
- ガンダム無双（ハマーン・カーン）
- 機動劇団はろ一座 ガンダム麻雀＋Z さらにデキるようになったな!（ハマーン・カーン）

2008年
- ガンダムバトルユニバース（ハマーン・カーン）
- ガンダム無双2（ハマーン・カーン）
- Crysis Warhead（エマーソン中佐）
- 幻想水滸伝ティアクライス（ディアドラ）
- 白騎士物語（マスタードラゴン）
- スーパーロボット大戦Z（ハマーン・カーン）

2009年
- 機動戦士ガンダム ガンダムVS.ガンダムNEXT（ハマーン・カーン）

2010年
- ガンダムアサルトサヴァイブ（ハマーン・カーン）
- ガンダム無双3（ハマーン・カーン）
- 機動戦士ガンダム エクストリームバーサス（2010年 - 2016年、ハマーン・カーン、ナナイ・ミゲル） - 5作品

2011年
- 機動戦士ガンダム オンライン（女性パイロット1）
- 機動戦士ガンダム 新ギレンの野望（ハマーン・カーン、ナナイ・ミゲル、トップ、クスコ・アル）

2012年
- 極限脱出ADV 善人シボウデス（黒衣の女性）
- テイルズ オブ ザ ヒーローズ ツインブレイヴ（エルレイン）
- Dragon Age II（騎士団長メレディス）
- ファンタシースターオンライン2（キャラクター追加ボイス3、ヒルダ、ロ・カミツ）

2013年
- スーパーロボット大戦Operation Extend（ハマーン・カーン）
- スプリンターセル ブラックリスト（パトリシア・コールドウェル）
- とある魔術と科学の群奏活劇（ウレアパディ＝エキシカ）

2014年
- 第3次スーパーロボット大戦Z 時獄篇 / 天獄篇（ハマーン・カーン）

2015年
- PSYCHO-PASS サイコパス 選択なき幸福（禾生壌宗）
- シューティングガール（校長）
- デビルサバイバー2 ブレイクレコード（ポラリス）

2016年
- オーバーウォッチ（アナ・アマリ）

2017年
- ファイアーエムブレム Echoes もうひとりの英雄王（ミラ）
- ガンダムバーサス（ハマーン・カーン）

2018年
- Shadowverse（2018年 - 2021年、マグナス）
- スーパーロボット大戦X-Ω（ハマーン・カーン）
- ドラガリアロスト（エリュシオン）
- 機動戦士ガンダム エクストリームバーサス2（2018年 - 2025年、ハマーン・カーン） - 4作品

2019年
- スーパーロボット大戦T（ハマーン・カーン）
- テイルズ オブ ザ レイズ（エルレイン）
- スーパーロボット大戦DD（シレーヌ）
- ボーダーランズ3（オーレリア）

2020年
- ファイアーエムブレム ヒーローズ（ミラ）
- ドラゴンクエストX いばらの巫女と滅びの神 オンライン（ヴァレリア）

2021年
- 機動戦士ガンダム U.C. ENGAGE（2021年 - 2025年、ハマーン・カーン、ナナイ・ミゲル）

2022年
- 機動戦士ガンダム アーセナルベース（2022年 - 2023年、ハマーン・カーン）
- SDガンダム バトルアライアンス（ハマーン・カーン）
- 八月のシンデレラナイン（フリーダ・F・アンバー）

2023年
- モンスターストライク（ハマーン・カーン）
- パズル&ドラゴンズ（ハマーン・カーン）
- ベヨネッタ オリジンズ: セレッサと迷子の悪魔（モルガナ）
- FREDERICA（ローグ）

2024年
- 龍が如く8（岸田茜）
- グランブルーファンタジー リリンク（イストリアス）

### ドラマCD
- アリーズ〜神話の星座宮〜（ヘラ）
- カミヨミ（日明蘭）
- GファンタジーコミックCDコレクション ファイアーエムブレム暗黒竜と光の剣（ミネルバ）
- ファイアーエムブレム Echoes もうひとりの英雄王 ドラマCD 異国の空 黎明の森（教母）
- 上海妖魔鬼怪（九尾社長）
- パラサイト・イヴ（イヴ）
- 暁のヨナ（ギガン船長）
- きらきら馨る（宰相の局）
- ユメミと銀のバラ騎士団 銀のメサイア（冷泉寺貴緒）

### 吹き替え

#### 担当女優
アネット・ベニング
- キャプテン・マーベル（スプリーム・インテリジェンス、ウェンディ・ローソン博士 / マー・ベル）
- ナイル殺人事件（ユーフェミア）
- めぐり逢い（テリー・マッケイ）

パトリシア・クラークソン
- しあわせへのまわり道（ウェンディ）
- メイズ・ランナーシリーズ（エヴァ・ペイジ）
  - メイズ・ランナー
  - メイズ・ランナー2: 砂漠の迷宮
  - メイズ・ランナー: 最期の迷宮

#### 映画（吹き替え）
- 愛と追憶の日々（パッツィ・クラーク〈リサ・ハート・キャロル〉）
- アニー（セシール）
- アニマル・ハウス（マンディ・ペパリッジ）※テレビ朝日版
- アメリカン・グラフィティ（不明）※フジテレビ版、（ローリー・ヘンダーソン〈シンディ・ウィリアムズ〉）※テレビ朝日版
- イヤー・オブ・ザ・ドラゴン（トレイシー・ズー〈アリアーヌ・コイズミ〉[107]）
- インフェルノ（エリーゼ・スタローン・フォン・アドラー〈ダリア・ニコロディ〉）※テレビ東京版
- 美しい人（マギー〈グレン・クローズ〉）
- エアポート'77/バミューダからの脱出（リサ）※テレビ朝日版
- エイリアン（ランバート〈ヴェロニカ・カートライト〉）※VHS・旧DVD版、（マザーの声）※LD版
- L.A.ストーリー/恋が降る街（トルーディ〈マリル・ヘナー〉）
- L.A.大捜査線/狼たちの街（ルース・ラニアー〈ダーラン・フリューゲル〉）
- エレファント・マン（トリーヴス夫人〈ハンナ・ゴードン〉）
- オーバー・ザ・トップ（クリスティーナ・カトラー〈スーザン・ブレイクリー〉）※フジテレビ版
- お葬式だよ全員集合!（シーラ、ルイーズ）
- オルフェ（アグラオニス〈ジュリエット・グレコ〉）※TBS新録版
- 怪人スワンプシング（ポインセッタ）
- 仮面秘書（エレン・ブラッドフォード）
- 君がいた夏（ケイティ・チャンドラー〈ジョディ・フォスター〉）
- 恐竜島の秘密（メグ・ホラニー）
- 9時から5時まで（ロズ・キース〈エリザベス・ウィルソン〉）
- グラマー・エンジェル危機一発（ドナ〈ドナ・スピア〉）
- クレイマー、クレイマー ※日本テレビ版
- 黒馬物語（アン）※ビデオ版
- クロコダイル・ダンディー（スー・チャールトン〈リンダ・コズラウスキー〉）※フジテレビ版
- クロコダイル・ダンディー2（スー・チャールトン〈リンダ・コズラウスキー〉）※フジテレビ版
- コクーン2（サラ〈コートニー・コックス〉）※ソフト版
- この生命誰のもの（クレア〈クリスティーン・ラーティ〉）
- ザ・ウォッチャーズ（マデリン〈オルウェン・フエレ〉[108]）
- THE NEXT GENERATION -パトレイバー-（南雲しのぶ〈渋谷亜希〉）
- 砂漠のライオン
- ザ・ビーチ（サル〈ティルダ・スウィントン〉）※日本テレビ版
- ザ・プレイヤー（ボニー・シュロウ〈シンシア・スティーヴンソン〉）※テレビ朝日版
- サルバドル/遥かなる日々
- サンゲリア（スーザン・バレット〈アウレッタ・ゲイ〉）※TBS版
- 3人の婚約者（エリノア・ラリモア〈レスリー・アン・ウォーレン〉）
- 死の氷壁（サンディ）
- ジャイアンツ（ラズ2世〈キャロル・ベイカー〉）※TBS版
- シャドー（アルティエリ警部〈キャローラ・スタナーロ〉）
- 13日の金曜日 PART2（ジニー〈エイミー・スティール〉）※日本テレビ版
- 13日の金曜日 PART3
- 少林寺武者房（ユーラン）
- 私立探偵ジョー・ダンサー 非情の罠
- スーパーマンII ※テレビ朝日版
- スカーレット&ブラック（ミナ・カプラー〈バルバラ・ブーシェ〉）
- スパイ・エンジェル グラマー美女軍団（ドナ〈ドナ・スピア〉）
- 西太后（東太后）※日本テレビ版
- 成龍拳（チェンチェン〈ジュエ・リンロン〉[109]）※TBS版
- センチネル（ジェニファー〈デボラ・ラフィン〉）
- 続 ある愛の詩（ジョアンナ・ストーン〈ニコラ・パジェット〉）
- 大逆転（ペネロープ・ピークス〈クリスティン・ホルビー〉）※日本テレビ版
- 太陽がいっぱい（マルジュ・デュヴァル〈マリー・ラフォレ〉）※テレビ朝日版
- 代理人（マーガレット・ルウィン〈ジェシカ・ラング〉）
- 脱走山脈（ヴロニア）※TBS版
- タップス（ロリー）※フジテレビ版
- 007シリーズ
  - 007 黄金銃を持つ男（サイダ）※TBS版
  - 007 私を愛したスパイ（丸太小屋の女性）※TBS旧録版
  - 007 オクトパシー（マグダ〈クリスティナ・ウェイボーン〉）※TBS版
- 地球交響曲 第三番
- 地球交響曲 第四番
- 地球に落ちて来た男（エレイン）
- 沈黙の要塞（ライルズ）※ソフト版
- DCエクステンデッド・ユニバース（ヒッポリタ女王〈コニー・ニールセン〉）
  - ワンダーウーマン[110]
  - ジャスティス・リーグ[111]
  - ワンダーウーマン 1984[112]
  - ジャスティス・リーグ:ザック・スナイダーカット[113]
- デルタフォース3（イレーナ）※ビデオ版
- 天地創造（エバ）※LD版
- トータル・リコール（ローリー〈シャロン・ストーン〉）※機内上映版[114]
- ドリーム・チーム（ライリー〈ロレイン・ブラッコ〉）
- ニキータ
- ニューヨーク一獲千金（リサ〈ダイアン・キートン〉）※テレビ版
- 摩天楼はバラ色に（クリスティ・ウェルズ〈ヘレン・スレイター〉）※フジテレビ版
- ヌーキー（パメラ・カーター）
- ノー・マーシィ/非情の愛（アリス・コリンズ）
- ノーマンズ・ランド（アン・バリック〈ララ・ハリス〉）※テレビ朝日版
- ハート・オブ・ストーン（ノマド〈ソフィー・オコネドー〉[115]）
- バード・オン・ワイヤー（レイチェル〈ジョーン・セヴェランス〉）※ソフト版
- ハードジャッカー/標高10,000フィートの死闘!（カトリア・コスロフスカ〈ナスターシャ・キンスキー〉）※ビデオ版
- バーニング（カレン）
- バービー（ナレーター[116]）
- バスケットボール・ダイアリーズ（ジムの母〈ロレイン・ブラッコ〉）
- バックマン家の人々（スーザン〈ハーレイ・ジェーン・コザック〉）※ビデオ版
- パトリオット・ゲーム（アネット〈ポリー・ウォーカー〉）※フジテレビ版
- ハネムーン・イン・ベガス（ベッツィ/ドナ〈サラ・ジェシカ・パーカー〉）
- ピラニア（ローラ・ディキンソン〈メロディ・トーマス・スコット〉）
- 飛龍伝説オメガクエスト（ホープの助手）
- ファイナル・カウントダウン（ローレル・スコット〈キャサリン・ロス〉）※TBS版
- フェノミナ（ブルックナー〈ダリア・ニコロディ〉[117]）
- フォー・ルームス（アンジェラ〈ジェニファー・ビールス〉）
- フランケンシュタイン/禁断の時空（メアリー〈ブリジット・フォンダ〉）
- フリッパー（キャシー〈チェルシー・フィールド〉）
- プロヴァンスの秘密（ソフィー）
- プロジェクトA2 史上最大の標的（パク〈ロザムンド・クワン〉）※フジテレビ版
- フロント・ページ（サンディ）
- ボディ・パーツ（カレン・クルシャンク〈キム・デラニー〉）
- ポリス・ストーリー/香港国際警察（セリーナ・フォン〈ブリジット・リン〉[118]）※フジテレビ版
- マグノリアの花たち（アネル〈ダリル・ハンナ〉）
- マンハッタン無宿（リニー〈ティシャ・スターリング〉）※日本テレビ版
- ミスター・アーサー（スーザン・ジョンソン〈ジル・アイケンベリー〉）
- 密殺集団（エミリー・ハーディン〈シャロン・グレス〉）
- メジャーリーグ2（ニッキー・リーズ〈ミシェル・バーク〉）
- モンスター・パニック（キャロル・ヒル〈シンディ・ワイントローブ〉）※TBS版
- U・ボート ※フジテレビ版
- 鎧なき騎士（アレクサンドラ・ウラディノフ〈マレーネ・ディートリヒ〉）※テレビ東京版
- ラスト・シューティスト（セレプタ〈シェリー・ノース〉）※フジテレビ版
- ラビッド（ローズ〈マリリン・チェンバース〉）
- リトル・ドラマー・ガール（チャーリー〈ダイアン・キートン〉）
- レイズ・ザ・タイタニック（ダナ・アーチボルド〈アン・アーチャー〉）※フジテレビ版
- ロジャー・ムーア/冒険野郎（ローザ〈バーバラ・パーキンス〉）※TBS版
- ロミオとジュリエット（ジュリエット〈オリヴィア・ハッセー〉）※テレビ朝日版
- 鷲は舞いおりた（パメラ・ヴェレッカー〈ジュディ・ギーソン〉）

#### ドラマ
- アーノルド坊やは人気者（シャーリーン・デュプレイ〈ジャネット・ジャクソン〉）
- アメリカン・ヒーロー
- アリーmyラブ 第2シーズン（ポスト弁護士）
- ER IV-XI 緊急救命室（エリザベス・コーデイ〈アレックス・キングストン〉）
- ウルトラマンG（ジーン・エコー隊員〈ジーヤ・カリディス〉）
- 俺がハマーだ!
- クラリス（ルース・マーティン〈ジェイン・アトキンソン〉[119]）
- ザ・ハンガー シーズン1 #9（ジーン・イングラム）
- 事件記者ルー・グラント（ビリー・ニューマン）
- シドニー・シェルダンの明日があるなら（ベルタ〈スーザン・ティレル〉）※テレビ東京版
- シャーロック・ホームズの冒険 まがった男（ジェーン）
- 小公女（カーマイケル夫人、アン）
- 私立探偵マグナム シーズン1 #10（ダイアン・ウェストモア〈アン・ロックハート〉）
- 新アウターリミッツ（レイチェル・ローズ〈ナンシー・アレン〉）
- 新スタートレック（アンナ、カマラ 他）
- スタートレック:ヴォイジャー（ボーグ・クイーン〈スザンナ・トンプソン〉）
- 超音速攻撃ヘリ エアーウルフ パイロット版（フェイ）
- ツイン・ピークス（シェリー・ジョンソン〈メッチェン・アミック〉）
- ドゥーム・パトロール（ローラ・デミル/マダム・ルージュ〈ミシェル・ゴメス〉）
- 特捜刑事マイアミ・バイス
  - シーズン2 #11（セアラ・マクフェイル〈キーラ・セジウィック〉）、#21（ラニ・ミューラー〈ニコル・フォッシー〉）
  - シーズン3 #15,#16（テレサ・リオンズ〈ヘレナ・ボナム＝カーター〉）
  - シーズン4（ケイトリン・デイヴィス〈シーナ・イーストン〉）
- 特捜班CI-5
- 特攻野郎Aチーム シーズン5 #11（ドミニク・コンレー）
- ナイス・サーティーズ（エリン）
- ナイトライダー
  - シーズン2 #3（アメリア・クレルモン、カメラ・クレルモン〈デボラ・アリソン〉2役）
  - シーズン3 #17（アリ・レイモンド〈タウニー・モイヤー〉）
- The 100/ハンドレッド（アビー・グリフィン〈ペイジ・ターコー〉）
- ヒルストリート・ブルース（ジョイス・ダヴェンポート〈ヴェロニカ・ハメル〉）
- フリッパー 第2シーズン（ジェニファー・ダルトン〈エリザベス・モアヘッド〉）
- 冒険野郎マクガイバー（エレン）
- ミス・マープル ポケットにライ麦を（マリー・ダヴ）
- 名探偵ポワロ
- モンスターズ シーズン1 #9（ナターシャ）
- 世にも不思議なアメージング・ストーリー シーズン1 #12（ヴァネッサ・サリヴァン〈ソンドラ・ロック〉）

#### テレビ番組
- セサミストリート（オリビア）※スペシャル版
  - ビッグバード 中国への旅
  - 美術館へ行こう〜メトロポリタン美術館のセサミストリート〜
  - セサミストリート: 世界の国からハッピーニューイヤー
  - エルモのクリスマス

#### アニメ
- ガフールの伝説（ナイラ）
- キャプテン・プラネット（ドクター・ブライト）
- ザ・シンプソンズ（メロン）
- スヌーピーとチャーリーブラウン（バイオレット、女子Aの声）
- ブレイブ・リトル・トースター（ロブのママ）
- Yasuke -ヤスケ-（闇の大名[120]）

#### 人形劇
- サンダーバード 劇場版（ミンミン）※ビデオ版
- サンダーバード6号（ミンミン）※ビデオ版

### 朗読・オーディオブック
- 銀河英雄伝説 外伝 ユリアンのイゼルローン日記（フレデリカ・グリーンヒル）

### ナレーション
- いのちの響
- F1グランプリ（1993年、OPナレーション）
- NHK人間講座（1998ノーベル賞・21世紀への英知）
- NNN Newsリアルタイム
- 午後は○○おもいッきりテレビ（今日は何の日）
- NNNきょうの出来事
- 神話の動物たち
- 知への旅（マルセル・デュシャン〜謎を創ったアーティスト〜）
- 中国の絶景
- テレメンタリー
- ニュースステーション
- NNNニュースプラス1
- 花おりおり
- ヨーロッパ湖散歩
- 課外授業 ようこそ先輩

### ラジオ
- 今夜もセレナーデ（TBSラジオ）
- マイ・クラシック
- 神谷浩史・小野大輔のDearGirl〜Stories〜（ハマーン・カーンのマネキンの声）

### テレビドラマ
- 太陽にほえろ!（1979年、NTV / 東宝） - 瀬戸トシコ
- 大空港 第29話「戦慄! 空港VIP室占拠事件」（1979年、フジテレビ / 松竹） - 弘中さちこ
- 運命の森（1994年、東海テレビ・フジテレビ系） - ナレーター

### 映画
- トラック野郎・故郷特急便（1979年） - ウェイトレス
- 二百三高地（1980年）
- 私の骨（2001年） - 巡礼の母の声

### CM
- クレハ・Newクレラップ（出演）
- チュアノン（ナレーション）
- トレーディングカード GUNDAM WAR（ハマーン・カーン）
- 電気シェーバー（出演）
- 日清庵う・そ（出演）
- 機動戦士ガンダム ガンダムvs.Ζガンダム

### カセットブック
- ガルフォース ブルーヘブンブルーヘル（パトリシア・フォークナー）
- 機動戦士ガンダム 逆襲のシャア（メスタ・メスア）
- 機動戦士ガンダムΖΖ（ハマーン・カーン）
- カルとブラの大冒険 夢みる帝司に御用心（キャラウェイ・イカタ）
- ロードス島戦記 運命の魔術師（カーラ、レイリア）
- ロードス島戦記 眩惑の魔石（カーラ、レイリア）

### ビデオ
- バブルガムクライシス HURRICANE LIVE 2033 Tinsel City Rhapsody
- バブルガムクライシス Bye2 Knight Sabers HOLIDAY in BALI

### ラジオドラマ
- 押井守シアター ケルベロス鋼鉄の猟犬（マキ・シュタウフェンヴェルク大尉）
- ガラスの仮面（姫川亜弓）
- ファイナルファンタジータクティクスアドバンス（女王レメディ）

### 人形劇
- こどもにんぎょう劇場
  - 「さると殿様」（ナレーション）
  - 「わらしべ長者」（ナレーション、お嬢さん）
  - 「あまのはごろも」（天女）
  - 「さんねんねたろう」
  - 「けものの城」
  - 「黒いきこりと白いきこり」
  - 「ひとつのねがい」

### その他コンテンツ
- 鹿児島市立科学館プラネタリウムリニューアル記念番組「瑠璃色のメッセージ」（ノア）
- ワンダーランド『WANDER AGENTS』シリーズ（エージェントマスター）[121]
- Go!プリンセスプリキュアミュージカルショー プリンセスランドをすくえ!（ディスピア）
- アプリ MAPLUS+ MAPLUSアーカイブス[122]
- 発表!全ガンダム大投票（2018年5月5日、NHK BSプレミアム）
- 漫画『アラサーOLハマーン様』（いわさきまさかず、角川コミックス・エース）第2巻発売記念PV（ハマーン・カーン）[123]